# Hiro (motorfietsen)
Hiro is een Italiaans merk van motorfietsen en inbouwmotoren.
Hiro Motori S.a.S. (1969-heden).
Italiaans merk van crosser en trialrijder Andrea Mosconi. Hij bouwde aanvankelijk motorfietsen onder de merknaam Eurocross (Niet te verwarren met het Nederlandse merk Euro-cross).
Mosconi had veel vertrouwen in de toekomst van de Sachs-crossblokken, maar was niet tevreden over de blokken die op dat moment door Sachs geleverd werden. Daarom koos hij in eerste instantie voor Aermacchi-motoren van 125 cc. 
In 1969 en 1970 werden deze motoren ingezet in wedstrijden, maar Aermacchi - intussen eigendom van Harley-Davidson - staakte de levering van de 125cc-blokken. 
In 1973 bracht Mosconi daarom onder de naam Hiro motorfietsen met zijn eigen blokken op de markt. Dit waren waarschijnlijk de eerste crossblokken die in de versnelling gestart konden worden. Al snel specialiseerde Hiro zich op de levering van 125- en 250cc-crossblokken voor andere merken, zoals TGM, Ancilotti, Aprilia, MAV en GKD. 
In 1976 fuseerde het bedrijf met Aprilia, maar bleef onder eigen naam motorblokken en ook weer complete cross-, trial- en straatmotoren maken. 